# 杉山大輔 (実業家)
杉山 大輔（すぎやま だいすけ、1979年 〈昭和54年〉10月12日 - ）は、日本のビジネス・プロデューサー、実業家、社会起業家。株式会社ILI 代表取締役社長。『私の哲学』編集長・国際ジャーナリスト、投資家。専門は行動経済学、グローバル・マーケティング。

## 概要
東京都生まれ。父親の仕事の関係で3歳から15歳までの間、アメリカ・ニューヨークで過ごす。
1998年東京学芸大学附属高等学校大泉校舎卒業。2002年慶應義塾大学総合政策学部。卒業。2004年慶應義塾大学大学院経営管理研究科修了（MBA取得）。
慶應義塾大学在学中に教育コンサルティング会社を立ち上げ、2007年に株式会社インターリテラシー（2020年にINTERLITERACY INSTITUTEに社名変更）を設立。国内企業の海外展開、海外企業の日本展開を支援。文化の異なる国での円滑かつ良好なコミュニケーション活動のために、豊富なネットワークと的確な課題解決力でサポート。クライアントの商品・サービスの特性を生かした、日米双方のビジネスマッチングも行う。
2014年には元ソニー会長の出井伸之が立ち上げたクオンタムリープの社長に抜擢され。、執行役社長として大企業とベンチャーをつなげるビジネスプロデュースを数々手がける。タフネゴシエーションや人種の異なるチームでのプロジェクトマネジメントを経験。出井からのアドバイス「最新技術は誰よりも早く手に入れ、すぐに使ってみること」を忠実に「まずは試す（DO）」を常に実践している。
株式会社ILI 代表取締役社長として"Do Today for a Better Tomorrow"を企業スローガンに、市場での価値を最大限に発揮できていない企業やプロジェクトの潜在能力を引き出し、その価値を高めるためのサポートをグローバル・ビジネス・プロデューサーとして担う。目標は、共にビジネスを構築し、その過程で生まれる喜びと利益を共有すること。
本業の傍ら企業や大学で講演を行うほか、執筆活動も行う。

## 義援活動

### 孤児院支援
2011年、杉山は家族と共にフィリピンのセブ島を訪れた際、現地の孤児院を訪問した。ワクワークイングリッシュ代表の山田貴子の計らいで訪問したこの孤児院には、鳥と引き換えに売られたり、ストリートチルドレンとなった子どもたちが暮らしていた。杉山は、日本の飴を持参し、子どもたちに「I can do it.」というメッセージを力強く伝え、自信と夢を持つことの大切さを訴えた。この訪問は杉山にとっても心に深く刻まれた経験となり、その後の支援活動の原点となった。

### フィリピン GIVING ACTION 復興プロジェクト
2015年、再びフィリピンのセブ島にある孤児院を訪問する予定だったが、フィリピンを襲った台風により孤児院が甚大な被害を受けたため、訪問を中止し、代わりにGIVING ACTIONプロジェクトとして支援物資を届けることにした。Facebookで支援を呼びかけたところ、多くの賛同を得て義援金が集まった。杉山は、仲間の桐島ローランドと共に集まった義援金をもとに、信頼できるNPOを通じて支援物資を手配し、被災地に届けた。
この一連の活動を通じて、杉山はフィリピンの子どもたちに自信と希望を与えるだけでなく、支援活動の重要性を再確認した。杉山の取り組みは、寄付文化の促進にも寄与し、多くの人々が共感し行動するきっかけとなった。杉山の義援活動は、多様な背景を持つ子どもたちの未来を支える一助となり、今後も継続して行われる予定である。

## 私の哲学
運営会社である株式会社ILIの代表取締役社長、私の哲学編集長の杉山大輔が会いたい人に会って話を聞き、その人の哲学・経験談・人生観・ポリシーなどをメッセージとして無料発信している。
1994年、当時ニューヨーク在住で14歳だった杉山大輔は、海外駐在員向けの『AT&T くらぶもしもし』の雑誌の企画で現 福岡ソフトバンクホークス取締役会長、王貞治にインタビューをする機会に恵まれた。そのときの経験が、この企画の原点となっている。
2007年5月に第1回を公開、2022年12月に第100回を迎えた。スポンサードはなく、運営会社が自費で制作、登場者は無償。不定期更新。

## DOers
過去20年間にわたり、経営者の日英プレゼンテーション指導やコンサルティングを行い、企業のグローバル展開を支援してきた。海外生活が長い杉山大輔は「自分のプレゼンテーション」の重要性を肌で感じ、日本を活性化するために2018年に「決断と行動をするDOers（行動する人）」を取材・発信するプラットフォームを立ち上げた。
成功する人は必ず「行動＝DO」を実践しており、この行動が夢の実現や道の開拓に繋がると述べている。DOersでは、さまざまな業界で成功している人物にインタビューを行っており、その中には上場企業のCEOも多く含まれている。彼らの経験やストーリーを深く掘り下げて紹介している。
DOersは「人」にフォーカスしているため、成功者がどのような経験を積んできたか、どのようにして現在の地位に至ったのかを詳しく伝えることに重点を置いている。

## 親とキッズの英語サークル SPRING
英語サークルSPRING（品川区大崎第一地域センター）は、2005年に杉山大輔によって設立され、2014年まで活動した子供向けの英語教育サークルである。毎週土曜日に活動し、杉山の4人の子供たちを含む多くの子供たちが参加した。このサークルは口コミで広がり、地域社会において大きな影響を与えた。
英語サークルSPRINGでは、アメリカの文化に触れる機会を提供するために、ショーアンドテル（Show and Tell）などのアクティビティを取り入れた。これにより、子供たちはコミュニケーション力を幼少期から養うことができた。特に、グローバル社会を見据えたコミュニケーション力の育成に力を注ぎ、子供たちが将来にわたって英語を効果的に活用できるように支援した。
サークルのカリキュラムは、幼少期の子供たちが楽しく英語を学べるように工夫されており、体を使ったアクティビティや歌、絵本の読み聞かせなどが行われた。杉山は、子供たちの個性を引き出し、やる気を引き出すことを重視し、親子で楽しめる環境を提供した。また、イベントや特別プログラムも多数開催され、親子での参加が奨励された。サークル紹介映像。
英語サークルSPRINGは、地域の子供たちに英語学習の楽しさと重要性を伝え、多くの子供たちが英語を使って自分を表現する力を身につける場となった。またLOTTEが毎年行われたCANDY HOUSE作りのお菓子を提供したことにより、子どもたちは夢の体験をした。この活動は、杉山の教育理念に基づき、参加した子供たちの成長と発展に大きく貢献した。

## 『Doちゃんと僕』
漫画『Doちゃんと僕』（株式会社コルク）は、杉山大輔が「勇気が世界を変える」という信念のもとに2021年にクリエイター・エージェンシーの株式会社コルク代表の佐渡島庸平とのコラボレーション企画として、漫画家の一秒と共に制作した作品である。この漫画は、杉山の過去の4冊の著書の内容をわかりやすくマンガ化したものであり、杉山の経験や哲学が盛り込まれている。
この作品には、杉山が4人の子供を持つ父として、一人ひとりが前向きに行動することで、その勇気が周りに広がり、世界を明るく照らすことができるというメッセージが込められている。「日本に勇気を伝染しよう」というテーマのもと、不安を感じることが自然であることを認めつつ、その不安を乗り越え、「楽しい未来」を描き、「今」できることに集中して行動する重要性を伝えている。
また、DOちゃんのロールモデルは杉山大輔自身であり、DOちゃんの人形やはぶらし、LINEスタンプなども展開されている。さらに、単行本題1巻も発売されており、ファンにとって身近な存在となっている。
杉山は、読者がこの漫画を通じて、未来を自らの手で切り拓く力を感じ、自信を持って行動に移すきっかけとなることを願っている。『Doちゃんと僕』は、杉山の信念を体現した作品であり、多くの人々に前向きな影響を与えることが期待されている。

## 講演会
Ted、株式会社NTTドコモ、ヤフー株式会社、ソフトバンクモバイル株式会社、ファイナンシャル・ジャパン株式会社、プルデンシャル生命保険株式会社、株式会社大丸松坂屋百貨店、東京大学、慶應義塾大学大学院経営管理研究科、立教大学、法政大学、秋田国際教養大学、大分大学、デジタルハリウッド大学、昭和女子大学、東京家政学院大学、秋田県立能代高等学校、千葉学習塾協同組合、杉並ベンチャークラブ、品川区教育委員会、岐阜海津市農業フォーラム21研修会、品川子育てメッセ実行委員会、品川区第一日野小学校、世田谷区立中丸小学校その他多数。

## 著書
- 『行動する勇気』 （フォレスト出版、2014年）[9]
- 『運を動かせ』（ディスカヴァー・トゥエンティワン、2015年）[10]
- 『DDDD』（自由国民社、2019年）[11]
- 『【世界標準】AO式子育て』（クローバー出版、2023年）